# Zeuxine pulchra
Zeuxine pulchra là một loài thực vật có hoa trong họ Lan. Loài này được King & Pantl. miêu tả khoa học đầu tiên năm 1896.